# Friedrich Roeingh
Friedrich Roeingh (* 4. Juli 1961 in Beverungen) ist ein deutscher Journalist.
Roeningh besuchte das Städtische Gymnasium in Brakel, an dem er 1980 das Abitur ablegte. Bereits während seines Studiums von 1981 bis 1987 volontierte er von 1983 bis 1984 bei der Neuen Westfälischen in Bielefeld. Nach dem Diplom war er ab 1988 zunächst freier Redakteur und wurde dann bis 1999 Leitender Redakteur beim Badischen Tagblatt in Baden-Baden. 1999 bis 2002 war er als Chefredakteur beim Wiesbadener Kurier tätig. Im April 2003 übernahm er bei der Westdeutschen Zeitung in Düsseldorf als Nachfolger von Michael Hartmann die Chefredaktion; den Posten nahm er bis Januar 2010 ein.
Friedrich Roeingh war ab Februar 2010 Chefredakteur der Mainzer Allgemeinen Zeitung und der Wormser Zeitung, die beide zur Verlagsgruppe Rhein Main gehören.